# 夏尔·波德莱尔
夏尔·皮埃尔·波德莱尔（法語：Charles Pierre Baudelaire，1821年4月9日—1867年8月31日），法国诗人，象征派诗歌之先驅，现代派之奠基者，散文詩的鼻祖。代表作包括詩集《恶之花》及散文詩集《巴黎的忧郁》（Le Spleen de Paris）。

## 生平
1821年波德萊爾生于巴黎高叶街十五号，是弗朗索瓦·波德萊爾（Joseph-François Baudelaire，1759-1827）晚年与第二任妻子（Caroline）唯一的孩子，弗朗索瓦早年服务于神职，后来在参议院任职，他在诗歌和绘画方面颇有才能，其在波德萊爾幼年时代就给予了他良好的艺术熏陶。
波德萊爾六岁那年，父亲弗朗索瓦去世，次年，母亲改嫁欧比克上校（Jacques Aupick）。1830年七月革命，法王复辟后，波德萊爾的继父欧比克调职至里昂驻防，波德萊爾进入当地的一所私立学校德洛姆寄宿学校学习，1832年进里昂皇家中学。
1836年，波德萊爾15岁时，回到巴黎进入路易大帝中学就读。开始阅读夏多布里昂和圣伯夫。在这个时期，波德萊爾开始显示出其在诗歌等方面的才能，但他的诗作却不为导师所认同，得到的评价是在这些诗作中显示了一些不属于他年龄的堕落品质。1837年在中学优等生会考中获拉丁诗二等奖。1838年去比利牛斯山旅行，初写田园诗。1839年，由于波德萊爾坚持庇护一名同学而被路易大帝中学开除，通过中学毕业会考。
1840年，十九岁的波德萊爾自由地生活在拉丁区，结识文学界的朋友，为一家报纸供稿。次年，被其放荡的生活惹怒的歐比克将继子送去一艘前往印度加尔各答的船上，并希望艰苦的航行能够改造波德萊爾。1842年2月，波德萊爾于航行的中途乘坐另一艘船返回巴黎，这次通往东方的旅程令波德萊爾产生无数的幻想，并成为其后来一些作品的创作源泉。4月，波德萊爾继承了先父的遗产，开始随心所欲的奢侈生活。所有的琼浆佳肴、华服美女以及鸦片迷药在波德莱尔的诗歌中画出了一抹奇异的苍白的色彩。

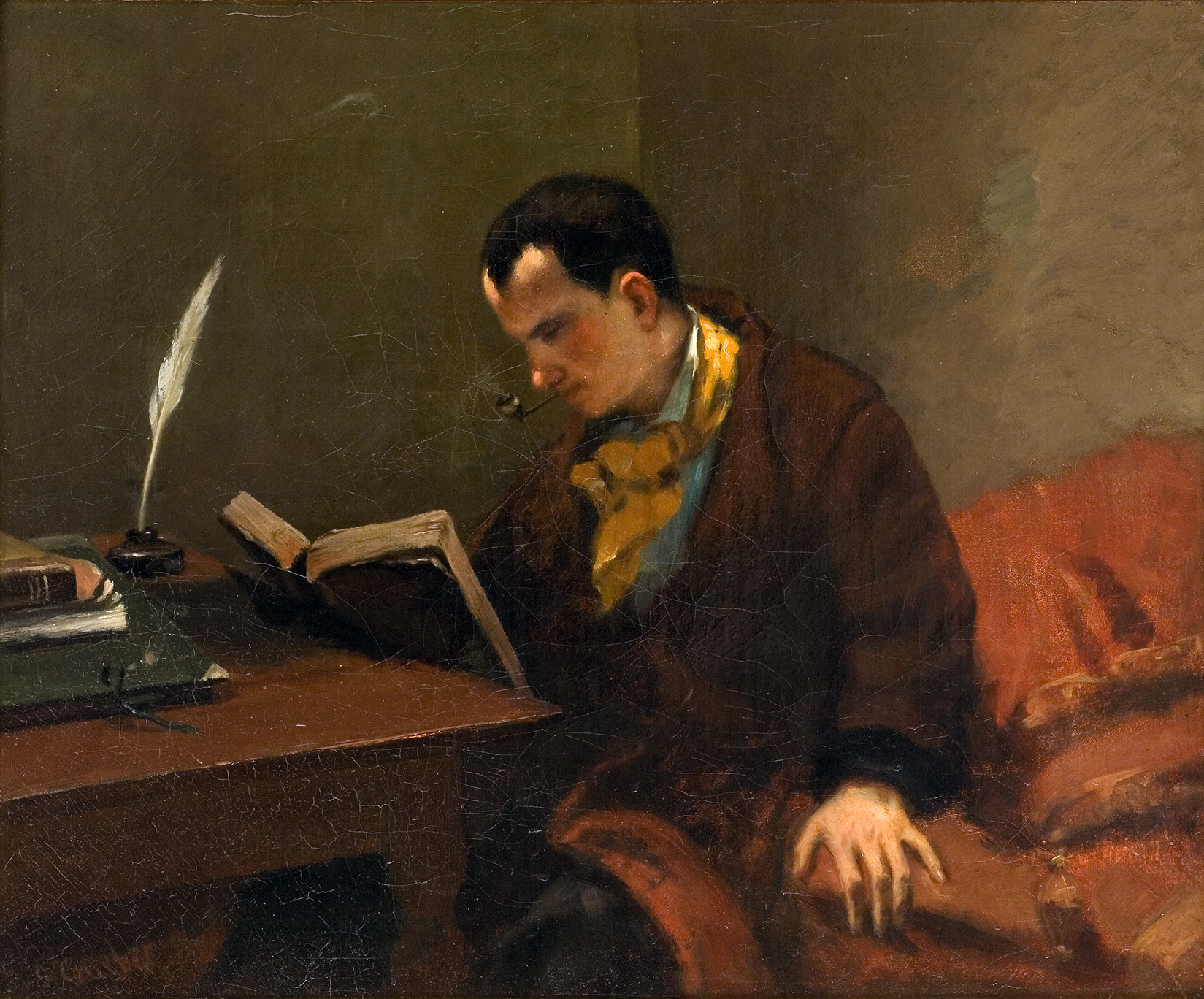
居斯塔夫·庫爾貝畫的波德萊爾肖像，1848年

1843年，波德萊爾开始写作后来收录在《恶之花》中部分的诗歌。由于他不节制的挥霍，他的家人于1844年指定了一名监护人管理波德萊爾的财产，按月拨给他200法郎。次年，波德萊爾企图自杀。1846年，波德萊爾创作了大量的作品，其中包括诗歌、小说、文论和翻译，其中大部分的诗歌于1857年首次结集为《恶之花》出版。这个时期诗人的创作仍不稳定，太多的幻象在他的脑海中闪现，像四处滚落的水珠仍未汇聚成流。
1848年至1851年，诗人投入了巨大的热情在革命与起义中，从现有的资料记载中不难看出，波德萊爾在政治方面十分稚嫩。令波德萊爾最初闻名于巴黎文坛的并不是他的诗歌，而是他的文学评论：《一八四五年的沙龙》和《一八四六年的沙龙》。1848年，法国巴黎工人学生及市民革命推翻了七月王朝，波德萊爾在期间十分积极，并与朋友一起创办了一份革命刊物，但是这份刊物仅维持了两天，6月23日，波德萊爾参与了六月起义的巷战。在波德萊爾一生中，对他影响最深的作家是爱伦·坡，藉由翻譯愛倫·坡的作品，啟發了波德萊爾詩歌創作的豐富想像力；自1848年7月一直到其逝世的十七年间，波德萊爾持續翻译坡的作品。
《恶之花》出版后不久，因为“有傷风化”（outrage aux bonnes mœurs）的罪名，法庭处以波德萊爾三百法郎的罚款，并勒令从诗集中删除六首主要的诗，当时的法国文坛对此事件的看法一分为二，只有少部分人站在波德萊爾一边，伟大文豪維克多·雨果写信给波德萊爾赞扬《恶之花》。1861年，《恶之花》再版，除去那6首诗外，并加入新诗35首。同年12月，波德萊爾被提名为法蘭西院士候选人，波德萊爾于次年2月拒绝。
波德萊爾另一散文作品《巴黎的憂鬱》，創作題材和風格與《惡之花》十分近似。按照作家的本意，他想寫的是「一種詩意的散文，沒有節奏和韻腳的音樂」。
1862年，波德莱尔梅毒首次发病，三年后病情恶化，1866年在比利时参观教堂时突然出现失语症及半身不遂等症状，回巴黎后住进迪瓦尔博士的疗养院，翌年病逝，得年46岁。

## 評論
艺术的最终目的是创造美，然而美的定义千差万别，波德萊爾认为，美不应该受到束缚，善并不等于美，美同样存在于恶与醜之中。两个世纪前，当波德萊爾将自己所创造的美展现给世人的时候，评论界惊恐的称呼他为“恶魔诗人”。当时正处于浪漫主义末期，一些公认的主题在创作上已显疲乏，大多数诗人在那块拥挤的土地上死守阵地，鲜有大胆创新者出现，而在众人之外坚持培育那朵「恶之花」的波德萊爾不啻是那个时代的革命者。
在他死后四年，兰波在信中称赞他是“诗人之王，真正的神”。在1895年，马拉美出版了十四行诗以纪念波德萊爾。在一篇1922年出版的文章中，普鲁斯特称他与阿尔弗雷·德·维尼一道，是19世纪最伟大的诗人。

## 翻譯
鮮少人知的是，他也同是作為一位翻譯家。然而雖然他是以批判性作品和翻譯而聞名的，但卻是詩集才廣為人們所知。他翻譯了愛倫·坡的作品。原因他第一次閱讀愛倫·坡的作品時被感受到其魅力，進而推動他翻譯愛倫·坡的作品以讓法國人也能感受到愛倫·坡作品的魅力。在翻譯作品的過程當中，他也逐漸地探索出自己獨到對美的看法，對於日後詩集創作起到了很大的影響。
他也不僅僅翻譯愛倫·坡的作品，在他自己的作品人造天堂中，他也翻譯了托馬斯·德·昆西的《英國鴉片食者的自白》和《深淵》。由於他放蕩不羈的個性，此作品也沒有特別體現翻譯的本質，反而是加入了許多自己的評論和刪改留下自己最喜歡的片段，使作品與原著大相逕庭但卻不失水準。然而，錢從來不是他主要考量進行翻譯工作的原因，他翻譯愛倫·坡和托馬斯·德·昆西的作品主要目的是他看到了該作品的內在價值，而希望可以讓法國的讀者也能感受到這些作品的魅力。

## 作品
- 《一八四五年的沙龙》（Salon de 1845），1845年
- 《一八四六年的沙龙》（Salon de 1846），1846年
- 《芳法罗》（La Fanfarlo），1847年
- 诗集《恶之花》（Les fleurs du mal），1857年
- 《人造天堂》（Les paradis artificiels），1860年
- 《对几位同代人的思考》	（Réflexions sur Quelques-uns de mes Contemporains），1861年
- 文集《现代生活的画家》（Le peintre de la vie moderne）, 1863年
- 《美学珍玩》（Curiosités Esthétiques），1868年
- 文学评论《浪漫派的艺术》（L'art romantique），1868年
- 散文詩集《巴黎的忧郁》（Le Spleen de Paris），1869年。波德萊爾首次正式使用"poème en prose"「散文詩」這個名稱，是散文詩的鼻祖。[5]

## 外部連結
- 夏尔·波德莱尔的作品  - 古騰堡計劃
- 夏尔·波德莱尔  - 古滕堡分布式校对（加拿大）
- 互联网档案馆中夏尔·波德莱尔的作品或与之相关的作品
- 來自夏尔·波德莱尔的LibriVox公共領域有聲讀物
- Charles Baudelaire – largest site dedicated to Baudelaire's poems and prose, containing Fleurs du mal, Petit poemes et prose, Fanfarlo and more in French
- Poetry Archive上的夏尔·波德莱尔诗选 （页面存档备份，存于）
- Baudelaire's poems （页面存档备份，存于） at Poems Found in Translation
- Baudelaire – Eighteen Poems
- "baudelaire in english", Onedit.net （页面存档备份，存于） – Sean Bonney's experimental translations of Baudelaire (humor)
- 夏尔·波德莱尔作品 （页面存档备份，存于） （法語）